# ماريو إنجيلس
ماريو إنجيلس (بالألمانية: Mario Engels)‏ (22 أكتوبر 1993 بترويسدورف في ألمانيا - ) هو لاعب كرة قدم ألماني في مركز الوسط. لعب مع إف إس في فرانكفورت ونادي كولن 2 ‏.

## روابط خارجية
- ماريو إنجيلس على موقع رابطة كرة القدم اليابانية للمحترفين (اليابانية)
- ماريو إنجيلس على موقع قاعدة بيانات كرة القدم.إي يو (الإنجليزية)
- ماريو إنجيلس على موقع بيانات كرة القدم. دي إي (الألمانية)
- ماريو إنجيلس على موقع Soccerway.com (الإنجليزية)
- ماريو إنجيلس على موقع عالم كرة القدم.نت (الإنجليزية)